# Raúl Velasco
Raúl Velasco Ramírez (* 24. April 1933 in Celaya; † 26. November 2006 in Acapulco) war ein mexikanischer Fernsehmoderator und -produzent.
Velasco arbeitete zunächst als Buchhalter und Bankangestellter in seiner Heimatstadt. Er ging dann nach Mexiko-Stadt und begann dort seine Fernsehlaufbahn als Moderator der Sendungen Media Noche und Domingos Espectacularesbei Televisión Independiente de México. Auf Wunsch von Emilio Azcárraga Milmo, dem Besitzer von Televisa, übernahm er dort 1969 die Show Siempre en Domingo, die er bis 1998 moderierte. Mit dieser Show, die zu Anfang neun Stunden dauerte, wurde Velasco außerordentlich populär in Mexiko und zum "godfather of the stars". Zahlreiche Musiker und Gruppen begannen hier ihre Laufbahn oder wurden durch sie entscheidend gefördert, darunter Flans, Yuri, Emmanuel, Lucero, Manuel Mijares, Erick Rubín, Tatiana, Eduardo Capetillo, Marco Antonio Solís, Denisse de Kalafe, Ana Gabriel, José José, Amanda Miguel, Diego Verdaguer, Fresas con Crema, Timbiriche, Maná, Caifanes, Fey, Julio Iglesias, Queta Jiménez, Rosario De Alba, José María Napoleón, Lucía Méndez, Beatriz Adriana, Jorge Muñiz, Cristian Castro, Irán Castillo, Gloria Trevi, Alejandra Guzmán, Onda Vaselina, Pedro Fernández, Alejandro Fernández, Luis Miguel, Thalía, Paulina Rubio, Benny Ibarra, Vicente Fernández, Juan Gabriel, Pandora, Ricky Martin, Chayanne, Enrique Iglesias, Mónica Naranjo, Soda Stereo, Alaska y Dinarama, Los Prisioneros, Kenny y los Eléctricos,
Miguel Bosé, Lola Beltrán, Johnny Laboriel, César Costa, Camilo Sesto, Gloria Estefan, Celia Cruz, Rocío Dúrcal,
Enrique Guzmán, Rocío Jurado und Angélica María.
In den 1980er Jahren musste sich Velasco einer Herzoperation unterziehen, und nach einer Lebertransplantation in Folge einer Hepatitiserkrankung 1998 beendete er seine Fernsehlaufbahn und seine Sendung wurde eingestellt. 2002 veröffentlichte er das Buch Reflexiones para vivir mejor, danach brachte er sieben Plattensammlungen mit den Titeln La fe, La compasión, La esperanza, La justicia, La fortaleza, La bondad und La libertad heraus. 2006 veranstaltete Televisa eine große Hommage für ihn in Acapulco. Im gleichen Jahr starb er an den Folgen der Hepatitis.